# Álcool desidrogenase 4
Álcool desidrogenase 4 é uma enzima que nos humanos é codificada pelo gene ADH4.
Este gene codifica a subunidade pi da álcool desidrogenase 4 classe II, que é um dos membros da família das álcool desidrogenases. Os membros desta família de enzimas metabolizam uma grande variedade de substratos, incluindo etanol, retinol, outros álcoois alifáticos, hidroesteróides e produtos da peroxidação lipídica. A álcool desidrogenase 4 de classe II é um homodímero composto de duas subunidades pi. Exibe uma actividade alta para oxidação de álcoois alifáticos de cadeia longa e álcoois aromáticos e é menos sensível ao pirazol. Este gene está localizado no cromossoma 4, no cluster de genes da álcool desidrogenase.